# В'єнна (Мен)
В'єнна (англ. Vienna) — місто (англ. town) в США, в окрузі Кеннебек штату Мен. Населення — 578 осіб (2020).

## Демографія
Згідно з переписом 2010 року, у місті мешкало 570 осіб у 251 домогосподарстві у складі 179 родин. Було 418 помешкань
Расовий склад населення:
| - 97,9 % — білих - 0,4 % — корінних американців |

До двох чи більше рас належало 1,6 %. Частка іспаномовних становила 1,2 % від усіх жителів.
За віковим діапазоном населення розподілялося таким чином: 16,5 % — особи молодші 18 років, 64,7 % — особи у віці 18—64 років, 18,8 % — особи у віці 65 років та старші. Медіана віку мешканця становила 49,6 року. На 100 осіб жіночої статі у місті припадало 100,0 чоловіків;  на 100 жінок у віці від 18 років та старших — 102,6 чоловіків також старших 18 років.
Середній дохід на одне домашнє господарство  становив 59 242 долари США (медіана — 51 250), а середній дохід на одну сім'ю — 71 939 доларів (медіана — 68 750). Медіана доходів становила 38 906 доларів для чоловіків та 40 750 доларів для жінок. За межею бідності перебувало 11,8 % осіб, у тому числі 3,6 % дітей у віці до 18 років та 12,6 % осіб у віці 65 років та старших.
Цивільне працевлаштоване населення становило 188 осіб. Основні галузі зайнятості: роздрібна торгівля — 24,5 %, освіта, охорона здоров'я та соціальна допомога — 21,3 %, будівництво — 8,5 %, публічна адміністрація — 8,0 %.